# Tamolotes
Tamolotes är en ort i Mexiko.   Den ligger i kommunen Atzalan och delstaten Veracruz, i den sydöstra delen av landet, 210 km öster om huvudstaden Mexico City. Tamolotes ligger 633 meter över havet och antalet invånare är 179.
Terrängen runt Tamolotes är lite bergig. Runt Tamolotes är det ganska tätbefolkat, med 93 invånare per kvadratkilometer. Närmaste större samhälle är Teziutlan, 18,7 km sydväst om Tamolotes. I omgivningarna runt Tamolotes växer i huvudsak städsegrön lövskog.